# Space Opera (gioco di ruolo)
Space Opera è un gioco di ruolo scritto da Edward E. Simbalist, A. Mark Ratner e Phil McGregor e pubblicato nel 1980 dalla Fantasy Games Unlimited. Pur essendo il sistema di gioco applicabile al genere fantascientifico in generale, questo è focalizzato sul creare avventure in stile space opera. Pur avendo un seguito dedicato, non raggiunse mai la popolarità goduta da Traveller.
Space Opera ha un'ambientazione di default, intesa come da usare come ambientazione generica di fantascienza nelle regole. Le regole base comprendono la maggior parte del necessario per una campagna di fantascienza, creazione del personaggio, alieni, mostri, creazione di astronavi e di mondi.

## Sistema di gioco

### Creazione del personaggio
La creazione del personaggio è un lungo processo che richiede circa un'ora o più. Anche se ci sono pochi tiri casuali, il giocatore ha una vasta discrezionalità nel come impiegare i punti e molte scelte sono disponibili, specialmente per quanto riguarda le abilità. Ciò era una modifica significativa rispetto ai primi giochi di ruolo come Dungeons & Dragons e Traveller prima edizione, dove l'enfasi era più su personaggi "usa e getta".
I giocatori scelgono una delle possibili classi di personaggio: Armsman (armigero), Tech (tecnico), Research Scientist (ricercatore), Medical Scientist (ufficiale medico), Engineer Scientist (ingegnere) e Astronaut (astronauta). Questa scelta è specialmente importante per i bonus che possono esser applicati alle caratteristiche personali (attributi) e la riduzione ai costi per acquisire abilità.
Si suppone che i personaggi siano persone eccezionali e quindi la media delle loro caratteristiche personali è maggiore di quella dell'"uomo comune". Per ognuna della 14 caratteristiche personali — Physique (fisico), Strength (forza), Constitution (costituzione), Agility (agilità), Dexterity (destrezza), Empathy (empatia), Intelligence (intelligenza), Psionics (poteri psionici), Intuition (intuizione), Bravery (audacia), Leadership, GTA (Attitudine tecnica generale), MechA (Attitudine meccanica), ElecA (Attitudine elettrica) — si fa un tiro percentuale e si sommano dei bonus dipendenti dalla classe di personaggio scelta. Il totale finale viene incrociato su una tabella ricavando un numero compreso tra 1 e 19 che sarà il valore della caratteristica tirata. Durante il gioco i tiri caratteristica vengono fatti con un d20.
Il pianeta di origine viene generato con tre tiri, per determinare la gravità, l'atmosfera e il clima, Questo potrebbe influenzare il valore delle caratteristiche personali e la scelta della razza.
Per le razze si può scegliere tra umano, umanoide, transumano, scimmiesco, canino, felino, ursino, aviano e sauriano a sangue caldo. Le razze sono concetti generali e non rappresentano una specifica cultura stellare.
Diverse altre capacità come capacità di trasporto, fattore danno, resistenza fisica, basati sulle caratteristiche personali aiutano a definire ulteriormente il personaggio.
Il sentiero delle carriere è molto simile a quello di Traveller, il personaggio passa attraverso il processo di reclutamento, partecipa a un numero casuale di turni di servizio, ha la possibilità di essere promosso e infine ne esce.
Infine il giocatore calcola il numero di punti abilità disponibile e sceglie quali acquisire. Il vasto assortimento di scelte rende questa fase la più lunga della creazione del personaggio.

### Combattimento
Il combattimento era gestito generalmente in quattro fasi. Prima si determina se un personaggio colpisce con l'arma scelta, tenendo conto di distanza, dimensione del bersaglio, movimento e copertura. Se si colpisce si tira per determinare la locazione colpita, quindi si calcola se viene penetrata l'armatura e infine si determina il danno.

## Ambientazione

### Universo ufficiale
Anche se le regole di Space Opera potevano essere adattate a qualunque universo immaginario, quello ufficiale venne basato sulle nazioni descritte nel regolamento del wargame tridimensionale Space Marines di Mark Ratner e ulteriore definite da una serie di atlanti spaziali.
| Cultura stellare                   |
| ---------------------------------- |
| United Federation of Planets (UFP) |
| Mercantile League                  |
| Azuriach Imperium "Azzis"          |
| Galactic Peoples Republic (G.P.R.) |
| United Ranan Worlds "Ranan Horde"  |
| Rauwoof Worlds                     |
| MekPurr                            |
| StarKingdom of the Blarad          |
| IRSOL                              |
| Whistlers                          |
| Hissss'ist                         |
| Bugs                               |
| Klackons                           |
| Confederate Systems Alliance       |
| Korellian Empire                   |

### Razze
Space Opera descrive tipi generali di razze aliene per essere adattate alle razze specifiche dell'ambientazione. I tipi di razze elencati sono:
- Umanoidi: includono l'homo sapeinse così come razze simili all'uomo, per esempio i Fremen del ciclo di Dune.
- Transumani: ogni tipo di razza che ha raggiunto un livello di evoluzione superiore, per esempio i vulcaniani di Star Trek
- Pithecine: razze antromorfe simili a primati, come scimmie, gorille e simili. Esempio i primati del Piante delle scimmie
- Canine: razze antromorfe canine
- Feline: le razze feline possono essere di due tipi generali: Mekpurr, più piccoli e capaci tecnicamente e Avatar, più grandi e abili cacciatori, per esempio gli Kzinti
- Ursinoidi: razze antropomorfiche simili a orsi. Per esempio gli Wookiee
- Aviani: razze antropomorfiche simili a uccelli
- Sauriani: razze antropomorfiche rettiloidi, per esempio i Gorn
- Irsol: umanoidi fragili cresciuti in ambienti a bassa gravità, come stazioni orbitanti. Sono trattati come i libbrai dell'universo.

### Tecnologia
La tecnologia presentata in Space Opera segue la tradizione classica del suo genere. Degna di nota è la mancanza di influenze cyberpunk, di mech e di nanotecnologie, comparsi tutti dopo la pubblicazione del gioco. I computer sono basati su mainframe monolitici, che già nel 1980 apparivano un poco datati.

## Storia editoriale
Secondo Scott Bizar, fondatore della FGU, "Volevo un gioco di ruolo di fantascienza e affidai il lavoro a Ed Simbalist. Durante il suo sviluppo non incontrai mai né Ed, né McGregor, né Mark Ratner, che vivevano rispettivamente nel Canada Occidentale, in Australia e nella zona orientale degli Stati Uniti. Il progetto venne completato completamente per corrispondenza in oltre due anni." Ed era il curatore editoriale responsabile della coordinazione. Phil McGregor inviò materiale sulla tecnologia e sulle astronavi che ad Ed piacque talmente tanto che lo incorporò nel prodotto finito. Anche se l'universo venne basato sul wargame tridimensionale Space Marines di Mark, questo ebbe poco influsso sul gioco di ruolo.
Il gioco venne ben supportato dalla Fantasy Games Unlimited, tra il 1980 e il 1985 pubblicò una ventina di supplementi, tra avventure, atlanti spaziali che descrivevano i settori dell'universo (con diversi buchi nella numerazione) e supplementi che descrivevano astronavi o equipaggiamenti. Alla fine degli anni ottanta la FGU era però in grave difficoltà economiche e fermò tutte le sue pubblicazioni, anche se ufficialmente non chiuse mai, mantenendo quindi la proprietà di Space Opera. Nel 2000 la FGU aprì un sito da cui offriva in vendita vecchio materiale, sia vecchie copie di magazzino, che ristampe, sia in formato PDF.
I diritti sul gioco sono detenuti congiuntamente dagli autori e dalla Fantasy Games Unlimited e nel caso che la compagnia chiudesse ritornerebbero agli autori. Nonostante sia rimasta dormiente per lunghi periodi di tempo, esistendo solo in nome, la FGU è ancora operativa. Ed Simbalist ha tentato di acquistare i diritti dell'editore Scott Bizar, ma ha ritenuto il prezzo richiesto troppo alto.
(Intervista a Ed Simbalist nel dicembre 2000 Apparentemente il prezzo richiesto era di 100.000 $, sebbene secondo gli autori al massimo potrebbe essere stato 10.000 $.)

## Pubblicazioni
Fonti
- Phil McGregor, A. Mark Ratner, Edward E. Simbalist (1980). Space Opera. Scatola contenente due manuali ("Volume 1" descrive la creazione del personaggio, le classi e l'ambientazione, il "Volume 2" descrive il combattimento, l'equipaggiamento, il combattimento per astronavi e la creazione di sistemi planetari), sebbene esistano tre versioni diverse della copertina della scatola[9] probabilmente corrispondono a tre diverse stampe, con lo stesso contenuto.
- Larry Smith (1980). Alien Base. Modulo di avventura, primo contatto con una razza aliena.
- A. Mark Ratner, Edward E. Simbalist (1981). Ground & Air Equipment. Supplemento che descrive armamenti pesanti e veicoli.
- Bob Charrette, Edward E. Simbalist (1981). Seldon's Compendium of Star Craft 1 - Ship's Boats, Traders, Liners and Patrol Vessels. Supplemento con piani e dati per astronavi commerciali, trasporto passeggeri, vascelli pattuglia.
- Bob Charrette, Edward E. Simbalist (1984). Seldon's Compendium of Star Craft 2 - Starships of War Azuriach, GPR, Mercantile League and Terran. Supplemento con piani e dati per astronavi da guerra.
- Steven. S. Crompton, Edward E. Simbalist (1988). Seldon's Compendium of Star Craft 3 - Starships of War Blarad, Mekpurr, Ranan and Hissss'ist. Supplemento con piani e dati di astronavi.
- Edward E. Simbalist (1981). Star Sector Atlas 1 - The Terran Sector. Supplemento geografico.
- Stephen D. Kingsley (1981). Martigan Belt - An Adventure in the Asteroids. Modulo di avventura tra gli asteroidi.
- Stephen Kingsley (1981). Probe NGC 8436. Modulo di avventura, primo contatto con una razza aliena.
- Steven J. Richardson  (1982). Fasolt in Perill: An Anti-Terrorist Adventure. Modulo di avventura, un gruppo di terroristi ha preso il controllo di una base di ricerca.
- Phil McGregor (1982). Star Sector Atlas 11 - The Confederate Systems Alliance. Supplemento geografico.
- Kenneth C. Campbell (1982). Rowison II - A Merchant Service Adventure. Modulo di avventura.
- Stefan Jones (1982). Vault of the Ni'er Queyon. Modulo di avventura, caccia a un antico tesoro lungo tutto un settore spaziale.
- Kenneth C. Campbell (1982). Incedus III. Modulo di avventura, missione di spionaggio sul piane Abrice.
- Terry Cheesman, Edward E. Simbalist (1983). Star Sector Atlas 2 - The Mercantile League. Supplemento geografico.
- Terry Cheesman, Edward E. Simbalist (1984). Star Sector Atlas 3 - The Azuriach Imperium. Supplemento geografico.
- Phil McGregor (1983). Agents of Rebellion. Modulo di avventura, un gruppo di ribelli deve attaccare una base stellare.
- Steven B. Todd (1983). Casino Galactica - Adventure Setting and Scenarios. Modulo di avventura, miniscenari ambientati in una località di soggiorno di lusso.
- Stefan Jones (1983). Operation Peregrine - The Quanchiovt Conspiracy. Modulo di avventura, salvare un leader religioso e sconfiggere un gruppo mafioso.
- Phil McGregor (1984). Star Sector Atlas 12 - Korellian Empire. Supplemento geografico.
- Ken Campbell, Edward E. Simbalist (1985). Star Sector Atlas 5 - The United Ranan Worlds. Supplemento geografico
- Stefan Jones (1986). The Outworlds: A Starsector Atlas. Supplemento geografico.
- Simbalist, Charrete, Greene (1988). Denoba Class Small Merchant. Piani di una vascello mercantile dal Seldon Compendium 1. Due diverse edizioni in scala 15 mm e 25 mm.
- Simbalist, Charrete, Greene (1988). Nike Class Patrol Cruiser. Piani di un vascello di pattuglia dal Seldon Compendium 1. Due diverse edizioni in scala 15 mm e 25 mm.